# Emile Berliner

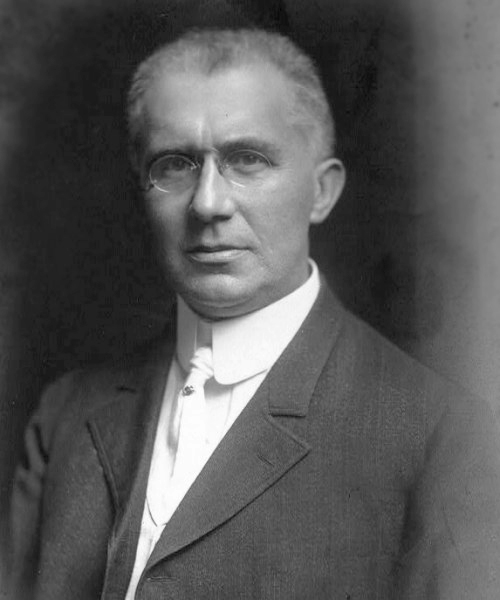
Emile Berliner

Emile Berliner (n. 20 mai 1851 la Hanovra, Germania - d. 3 august 1929, S.U.A., a fost un inginer și inventator american de origine evreu german .
S-a născut la Hanovra într-o familie de comercianți evrei.
Lucrează în Germania la un atelier de imprimeuri textile. Emigrează în "Țara Tuturor Posibilităților" cu un prieten, stabilindu-se în Philadelphia, Pennsylvania. Aici pasiunea lui pentru știință și noile descoperiri tehnice ale epocii, l-au făcut să frecventeze numeroase biblioteci, printre care și Cooper Institute. Scopul lui a fost să acumuleze cât mai multe cunoștințe de electicitate și acustică.
La expoziția aniversară a centenarului revoluției americane pentru independență (1876) din Philadelphia, descoperă expusă invenția lui Alexander Graham Bell, telefonul.
În acel moment al timpului, invenția lui Bell de transmitere a sunetului la distanță prin fir metalic, se lovea de inconvenientul că inteligibilitatea sunetului nu era clară. Berliner, decide să îmbunătățească acest aspect și după o muncă asiduă și cercetări de laborator, a reușit ca la 4 iulie 1877, să breveteze un dispozitiv de captare a sunetului, care a fost numit microfon. Este vorba de cunoscutul microfon cu cărbune, care se mai folosește și astăzi în telefonia fixă.
În schimbul unei sume de bani consistente, "Bell Telephone", cumpără invenția de la Berliner. Acestă sumă de bani i-a permis lui Berliner să cumpere o casă la Washington, D.C. și totodată instalarea unui laborator de cercetare performant.
A creat aici unul din cel mai performant aparat de înregistrare și redare a sunetului, gramofonul. Acest aparat, față de fonograful lui Edison, care folosea cilindrii de ceară pe care aveau imprimate sunetele (muzică, cântece), gramofonul lui Berliner folosea discuri orizontale de ebonită cu riluri. Avantajul lor era că erau mult mai fiabile și mai ușor de întreținut.

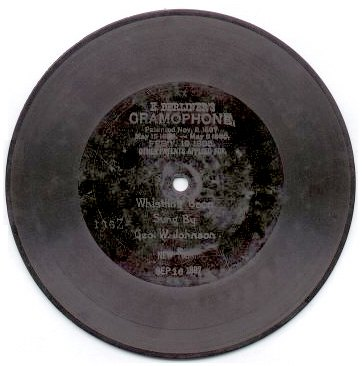
Discpentru gramofonul Berliner din 1897

Gramofonul, este brevetul care l-a făcut celebru pe germanul emigrant în America. Prezentarea brevetului a fost făcută la Franklin Institute din Philadelphia, orașul unde își brevetase și prima sa invenție, microfonul, în anul 1888.
Comercializarea acestui aparat a început-o să o facă în anul 1893, după ce niște prieteni fondează o companie care a primit numele de "United States Gramophone Company". Peste numai doi ani intră în lumea mare a afacerilor cu " Berliner Gramophone Company" (companie ce se ocupa cu producerea de gramofoane di discuri). Aparatul pus în piață de data aceasta este mult mai performant: manivela manuală folosită la rotirea discului a fost înlocuită cu un "motor" cu resort (arc) din oțel. Pentru marketing și publicitate, înființează "Seaman's National Gramophone".
În urma unor scandaluri și manipulări, la început de secol XX, se mută la Montréal, unde afacerea sa atinge apogeul, producând circa 2 milioane de discuri (bineînțeles înregistrări muzicale) în anul 1901. Uzina sa din Montreal s-a dezvoltat continuu, devenind una din cele mai competitive și moderne.
În anul 1924, cu un inginer, Eldrige Reeves Johnson, a pus bazele unei noi companii "Victor Talking Machine Company", care a produs gramofoane record ( aparate pentru înregistrarea sunetului și producerii de matrițe metalice pentru multiplicarea pe discuri de ebonită, apoi de vinil) și gramofoane (numai pentru redarea sunetului după discurile de ebonita sau vinil).
În anul 1929, a fost laureat al Medaliei Franklin pentru contribuția sa în domeniul înregistrării și redării sunetului.